# Coppa delle Alpi 1976
La Coppa delle Alpi 1976 è stata la sedicesima edizione del torneo. Vi hanno partecipato le squadre del campionato francese e svizzero.
Ad aggiudicarsi la competizione fu il Servette per la seconda volta di seguito. Vinse per 2-1 la finale disputata contro i francesi del Nîmes.

## Squadre partecipanti
- Basilea
- Losanna
- Metz
- Nantes
- Neuchâtel Xamax
- Nîmes
- Servette
- Sochaux

## Prima Fase

### Gruppo A

#### Classifica
| Squadra            | Punti | G | V | N | P | GF | GS | DR |
| ------------------ | ----- | - | - | - | - | -- | -- | -- |
| 1. Nîmes           | 6     | 4 | 2 | 2 | 0 | 6  | 4  | +2 |
| 2. Neuchâtel Xamax | 4     | 4 | 1 | 2 | 1 | 7  | 6  | +1 |
| 3. Losanna         | 4     | 4 | 1 | 2 | 1 | 6  | 6  | 0  |
| 4. Sochaux         | 2     | 4 | 0 | 2 | 2 | 6  | 9  | -3 |

Le squadre appartenenti alla stessa nazione non si sono scontrate. La vittoria con più di tre reti assegnava un punto supplementare.

#### Risultati
| 1976 | Neuchâtel Xamax | 3 – 1 | Sochaux |  |

| 1976 | Nîmes | 1 – 0 | Losanna |  |

| 1976 | Neuchâtel Xamax | 2 – 2 | Nîmes |  |

| 1976 | Sochaux | 2 – 3 | Losanna |  |

| 1976 | Neuchâtel Xamax | 2 – 2 | Sochaux |  |

| 1976 | Nîmes | 2 – 2 | Losanna |  |

| 1976 | Neuchâtel Xamax | 0 – 1 | Nîmes |  |

| 1976 | Sochaux | 1 – 1 | Losanna |  |

### Gruppo B

#### Classifica
| Squadra     | Punti | G | V | N | P | GF | GS | DR |
| ----------- | ----- | - | - | - | - | -- | -- | -- |
| 1. Servette | 7     | 4 | 3 | 1 | 0 | 10 | 7  | +3 |
| 2. Metz     | 3     | 4 | 1 | 1 | 2 | 8  | 9  | -1 |
| 3. Basilea  | 3     | 4 | 1 | 1 | 2 | 6  | 7  | -1 |
| 4. Nantes   | 3     | 4 | 1 | 1 | 2 | 6  | 7  | -1 |

Le squadre appartenenti alla stessa nazione non si sono scontrate. La vittoria con più di tre reti assegnava un punto supplementare.

#### Risultati
| 1976 | Metz | 3 – 3 | Servette |  |

| 1976 | Basilea | 2 – 3 | Nantes |  |

| 1976 | Servette | 3 – 2 | Nantes |  |

| 1976 | Basilea | 3 – 1 | Metz |  |

| 1976 | Metz | 2 – 3 | Servette |  |

| 1976 | Basilea | 1 – 1 | Nantes |  |

| 1976 | Servette | 1 – 0 | Nantes |  |

| 1976 | Basilea | 0 – 2 | Metz |  |

## Finale
| Ginevra 24 agosto 1976                                                | Servette  | 2 – 1       | Nîmes | Charmilles Stadium (12.350 spett.) |
| \| \| \| \| \| Pfister 70’ Chivers 75’ \| Marcatori \| 55’ Dussaud \| |           |             |       |                                    |
|                                                                       |           |             |       |                                    |
| Pfister 70’ Chivers 75’                                               | Marcatori | 55’ Dussaud |       |                                    |